# Antilogie (rhétorique)
Pour les articles homonymes, voir Antilogie.
Cet article concerne la figure de style. Pour l’usage en logique, voir Contradiction.
 (novembre 2008).
L'antilogie consiste en une contradiction ou incompatibilité entre deux idées ou deux opinions dans une même phrase ou un même texte.

## Exemples
- « Je mentirais si je disais la vérité ».
- « Je ne suis pas superstitieux, ça porte malheur »[1].
- « Moi ! Je dis toujours la vérité ! Et même quand je mens c’est vrai ! » (Scarface)
- « Il est interdit d’interdire ! » (Jean Yanne, puis célèbre slogan de Mai 68)[Information douteuse]
- « Il ne faut jamais dire “jamais” ! »